# Bolat Raimbekov
Bolat Raimbekov (Kazachs: Болат Райымбеков) (25 december 1986) is een Kazachs wielrenner die in het verleden uitkwam voor Astana.
Hij behaalde geen professionele overwinningen.
Bagdonas · Balčiūnas · Chernisjov · Dyaçenko · Dmitriev · Groezdev · Iglinski · Joemabekov · Juodvalkis · Kolesov · Kondrotas · Kruopis · Ljalko · Mochus · Navardauskas · Raimbekov · Renev · Sjoesjemoin · Tlewbajev
Armstrong ·
Bazajev ·
Brajkovič ·
Contador ·
Dmitriev ·
Dyaçenko ·
Hernández ·
Horner ·
Iglinski · 
Kirejev ·
Klöden ·  
Köpeşov ·
Leipheimer ·  
Morabito ·
Moeravjov · 
Navarro ·
Noval ·
Paulinho ·
Popovytsj ·
Raimbekov ·
Rast ·
Renev ·
Rubiera ·  
Schär · 
Vaitkus ·
Vinokoerov ·
Yoandri ·
Zejts ·
Zubeldia
Bazajev ·
Contador ·
A. Davis ·
S. Davis ·
de la Fuente ·
Dmitriev ·
Dyaçenko ·
Fofonov ·
Gasparotto ·
Goerov ·
Hernández ·
Hryvko ·
M. Iglinski · 
V. Iglinski ·
Jufré ·
Kirejev ·
Navarro ·
Nepomnyaşşïy ·
Noval ·
Pereiro ·
Raimbekov ·
Renev ·
Selvaggi ·
Štangelj ·  
Tiralongo · 
Vinokoerov ·
Zejts